# 石田小枝
石田 小枝（いしだ さえ、1987年2月13日 - ）は、日本の元女子バレーボール選手である。

## 来歴
栃木県真岡市出身。実姉の強い勧めで小学5年よりバレーボールを始める。
國學院大學栃木高校を経て、2005年嘉悦大学に進学。2007年12月、全日本インカレ優勝に貢献。2008年12月、平成20年度天皇杯・皇后杯全日本バレーボール選手権大会ファイナルラウンド1回戦において、松浦麻琴らともにVプレミアリーグのNECレッドロケッツを破る大殊勲の原動力となった。
2009年、Vプレミアリーグ日立佐和リヴァーレ（当時）に入部。同年第25回ユニバーシアードベオグラード大会の代表に選出された。
2010/11シーズンのVチャレンジリーグ準優勝に大きく貢献し、自らもスパイク賞を獲得した。
2015年6月、日立を退団。
2022年に共同船舶に入社し勤務している。

## 球歴
- ユニバーシアード代表 - 2009年

## 所属チーム
- 真岡市立真岡小学校（真岡少バレーボールクラブ）
- 真岡市立真岡中学校
- 國學院大學栃木高校
- 嘉悦大学
- 日立佐和リヴァーレ/日立リヴァーレ（2009-2015年）

## 受賞歴
- 2011年 - 2010/11 チャレンジリーグ スパイク賞

## 個人成績
Vプレミアリーグレギュラーラウンドにおける個人成績は下記の通り。
| シーズン | 所属 | 出場                                 | 出場                                 | アタック                             | アタック                             | アタック                             | アタック                             | ブロック                             | ブロック                             | サーブ                               | サーブ                               | サーブ                               | サーブ                               | レセプション                         | レセプション                         | 総得点                               | 備考                                 |
| -------- | ---- | ------------------------------------ | ------------------------------------ | ------------------------------------ | ------------------------------------ | ------------------------------------ | ------------------------------------ | ------------------------------------ | ------------------------------------ | ------------------------------------ | ------------------------------------ | ------------------------------------ | ------------------------------------ | ------------------------------------ | ------------------------------------ | ------------------------------------ | ------------------------------------ |
| シーズン | 所属 | 試合                                 | セット                               | 打数                                 | 得点                                 | 決定率                               | 効果率                               | 決定                                 | /set                                 | 打数                                 | エース                               | 得点率                               | 効果率                               | 受数                                 | 成功率                               | 総得点                               | 備考                                 |
| 2008/09  | 日立 | 3                                    | 1                                    | 4                                    | 1                                    | 25.0%                                | %                                    | 0                                    | 0.00                                 | 0                                    | 0                                    | 0.00%                                | 0.0%                                 | 2                                    | 50.0%                                | 1                                    | 内定選手                             |
| 2009/10  | 日立 | チャレンジリーグの為、記録を記載せず | チャレンジリーグの為、記録を記載せず | チャレンジリーグの為、記録を記載せず | チャレンジリーグの為、記録を記載せず | チャレンジリーグの為、記録を記載せず | チャレンジリーグの為、記録を記載せず | チャレンジリーグの為、記録を記載せず | チャレンジリーグの為、記録を記載せず | チャレンジリーグの為、記録を記載せず | チャレンジリーグの為、記録を記載せず | チャレンジリーグの為、記録を記載せず | チャレンジリーグの為、記録を記載せず | チャレンジリーグの為、記録を記載せず | チャレンジリーグの為、記録を記載せず | チャレンジリーグの為、記録を記載せず | チャレンジリーグの為、記録を記載せず |
| 2010/11  | 日立 | チャレンジリーグの為、記録を記載せず | チャレンジリーグの為、記録を記載せず | チャレンジリーグの為、記録を記載せず | チャレンジリーグの為、記録を記載せず | チャレンジリーグの為、記録を記載せず | チャレンジリーグの為、記録を記載せず | チャレンジリーグの為、記録を記載せず | チャレンジリーグの為、記録を記載せず | チャレンジリーグの為、記録を記載せず | チャレンジリーグの為、記録を記載せず | チャレンジリーグの為、記録を記載せず | チャレンジリーグの為、記録を記載せず | チャレンジリーグの為、記録を記載せず | チャレンジリーグの為、記録を記載せず | チャレンジリーグの為、記録を記載せず | チャレンジリーグの為、記録を記載せず |
| 2011/12  | 日立 | チャレンジリーグの為、記録を記載せず | チャレンジリーグの為、記録を記載せず | チャレンジリーグの為、記録を記載せず | チャレンジリーグの為、記録を記載せず | チャレンジリーグの為、記録を記載せず | チャレンジリーグの為、記録を記載せず | チャレンジリーグの為、記録を記載せず | チャレンジリーグの為、記録を記載せず | チャレンジリーグの為、記録を記載せず | チャレンジリーグの為、記録を記載せず | チャレンジリーグの為、記録を記載せず | チャレンジリーグの為、記録を記載せず | チャレンジリーグの為、記録を記載せず | チャレンジリーグの為、記録を記載せず | チャレンジリーグの為、記録を記載せず | チャレンジリーグの為、記録を記載せず |
| 2012/13  | 日立 | チャレンジリーグの為、記録を記載せず | チャレンジリーグの為、記録を記載せず | チャレンジリーグの為、記録を記載せず | チャレンジリーグの為、記録を記載せず | チャレンジリーグの為、記録を記載せず | チャレンジリーグの為、記録を記載せず | チャレンジリーグの為、記録を記載せず | チャレンジリーグの為、記録を記載せず | チャレンジリーグの為、記録を記載せず | チャレンジリーグの為、記録を記載せず | チャレンジリーグの為、記録を記載せず | チャレンジリーグの為、記録を記載せず | チャレンジリーグの為、記録を記載せず | チャレンジリーグの為、記録を記載せず | チャレンジリーグの為、記録を記載せず | チャレンジリーグの為、記録を記載せず |
| 2013/14  | 日立 | 28                                   | 20                                   | 4                                    | 2                                    | 50.0%                                | %                                    | 1                                    | 0.05                                 | 23                                   | 0                                    | 0.00%                                | 3.3%                                 | 5                                    | 80.0%                                | 3                                    |                                      |
| 2014/15  | 日立 | 17                                   | 24                                   | 0                                    | 0                                    | 0.0%                                 | %                                    | 0                                    | 0.00                                 | 37                                   | 1                                    | 2.70%                                | 11.6%                                | 1                                    | 100.0%                               | 1                                    |                                      |